# Pierre Georges Duport
Pour les articles homonymes, voir Duport.
Pierre Georges Duport, né le 4 février 1864 à Haguenau (Bas-Rhin) et mort le 25 janvier 1939 à Paris, est un général d'armée français. Il s'illustra durant la Première Guerre mondiale où il combat aux Ardennes, sur la Marne et en Champagne.
Il est Haut-commissaire de la République française au Levant entre 5 novembre et le 2 décembre 1925. Son bref mandat est caractérisé par une tentative de répression de la Grande révolte syrienne.

## Enfance et formation militaire
Né dans le 4 février 1864 à Haguenau (Bas-Rhin), il est le fils du capitaine des lanciers Pierre Duport (1818-1884) et de Marie Clémence Birot (1839). Sorti de Saint-Cyr en 1885, il sert en Algérie de 1885 à 1888.
Capitaine breveté d’état-major avec mention très bien, il devient en 1889 officier d’ordonnance du général Ludovic Lucas.

## Carrière militaire
Comme chef de bataillon, il suit les cours du Centre des hautes études militaires, puis passe, comme lieutenant-colonel à l’État-Major général du ministre de la Guerre en 1911.
Il est nommé colonel du 9e régiment d’Infanterie en 1914 et prend ainsi part à toutes les opérations de la 4e armée aux Ardennes, sur la Marne et en Champagne. Il reçoit le 16 novembre 1914, le commandement, par intérim, de la 47e brigade.
Général de brigade le 26 juillet 1915, il passe au commandement de la 131e division d’Infanterie avec laquelle il sert en 1916 en Argonne et à Verdun. Commandant du 14e corps d’armée en août 1916, comme général de division, à titre temporaire, et nommé chef d’état-major général de l’armée en avril 1917. C'est sous son commandement que la 37e et la 77e division de l'Armée américaine entrèrent à Baccarat et à Badonviller.
Il est promu Général de division le 26 juin 1917 et commanda successivement la 13e division d’Infanterie, le 6e corps d’armée, la Sixième région militaire et le 18e corps d’armée. Engagé dans la seconde bataille de la Marne qui se solde, en août 1918, par une victoire décisive pour l’issue de la guerre, il fait une entrée victorieuse à Brumath le 22 novembre 1918.
Il est nommé membre du Conseil supérieur de la Guerre le 5 décembre 1924, inspecteur général d’infanterie et membre de la commission mixte des travaux publics.

## Haut-commissariat au Levant
Il est nommé au Levant, au moment des incidents du Djebel el-Druze, comme Haut-commissaire intérimaire au Levant entre le 5 novembre et le 2 décembre 1925.
Son mandat est marqué par la défense de la citadelle de Rachaya contre les insurgés.

## Fin de vie
Passé au cadre de réserve le 4 février 1926 ; il est maintenu, hors-cadres, membre du Conseil supérieur de la Guerre, jusqu’en 1929.
En 1930, il est contacté par le journaliste Jacques Péricard lors de sa rédaction d'un ouvrage sur la bataille de Verdun. Il meurt le 25 janvier 1939 à Paris et est enterré au cimetière Granon (Marmande)

## Récompenses et distinctions

### Décorations françaises
- Grand-croix de la Légion d'honneur (décret du 28 décembre 1918) ; grand officier par décret du 22 décembre 1925, commandeur par décret du 1er septembre 1920, officier par décret du 28 octobre 1915, chevalier par décret du 11 juillet 1903[7].
- Croix de guerre 1914-1918 (1 palme et 1 étoile)[8].

### Décorations étrangères
- Army Distinguished Service Medal ( États-Unis)[3]

## Hommages
Plusieurs voies publiques et autres lieux sont nommées d'après lui en France :
- à Marmande, rue du Général-Duport;
- à Brumath, rue du Général Duport;